# Hamish McEwan
Hamish McEwan ist ein kanadischer Schauspieler und Synchronsprecher.

## Leben
McEwan machte seinen Bachelor of Fine Arts im Fach Theater an der Concordia University von 1981 bis 1984. Seit 2011 ist er bei der Punch In Productions Inc. als Schauspieler und Synchronsprecher tätig. Er begann ab 1985 mit seiner Filmschauspielkarriere durch eine Rolle im Fernsehfilm Spion im Bett. Es folgten weitere Rollen wie in Zombie Nightmare zwei Jahre später. Ab 1988 folgten Episodenrollen in verschiedenen US-amerikanischen und kanadischen Fernsehserien. Größere Serienrollen übernahm er 1995 als Ben in 13 Episoden der Fernsehserie Liberty Street und von 2003 bis 2005 in 16 Episoden der Fernsehserie Radio Free Roscoe in der Rolle des Principal Waller. Von 1999 bis 2000 übernahm er Synchronstimmen in der Zeichentrickserie Avengers.

## Filmografie

### Schauspiel
- 1985: Spion im Bett (Secret Weapons) (Fernsehfilm)
- 1985: The Sight (Kurzfilm)
- 1986: Toby McTeague
- 1986: Bevor die Falle zuschnappt (Morning Man)
- 1986: Preis der Leidenschaft (The High Price of Passion) (Fernsehfilm)
- 1986: The Trumpeter (Kurzfilm)
- 1987: Zombie Nightmare
- 1988: T and T (Fernsehserie, Episode 1x20)
- 1988: American Eiskrem 2 – Jetzt ist der Bär los (State Park)
- 1989: Ultraman – Mein geheimes Ich (My Secret Identity) (Fernsehserie, Episode 1x13)
- 1989: Alfred Hitchcock zeigt (Alfred Hitchcock Presents) (Fernsehserie, Episode 4x20)
- 1990: Erben des Fluchs (Friday the 13th: The Series) (Fernsehserie, Episode 3x18)
- 1990: Top Cops (Fernsehserie, Episode 1x18)
- 1991: Katts und Dog (Katts and Dog) (Fernsehserie, Episode 3x16)
- 1991–1993: Die Waffen des Gesetzes (Street Legal) (Fernsehserie, 2 Episoden, verschiedene Rollen)
- 1992: The Valour and the Horror (Fernsehserie, Episode 1x02)
- 1995: Tek War – Krieger der Zukunft (TekWar) (Fernsehserie, Episode 1x07)
- 1995: Side Effects – Nebenwirkungen (Side Effects) (Fernsehserie, Episode 2x03)
- 1995: Tucker James, der Highschool-Blitz (Flash Forward) (Fernsehserie, Episode 1x01)
- 1995: Strauss: The King of 3/4 Time (Fernsehfilm)
- 1995: Liberty Street (Fernsehserie, 13 Episoden)
- 1996: Nick Knight – Der Vampircop (Forever Knight) (Fernsehserie, Episode 3x20)
- 1996: Running out II – Der Countdown läuft weiter (No Contest 2)
- 1996–1999: Traders (Fernsehserie, 2 Episoden, verschiedene Rollen)
- 1997: Elvis und der Präsident (Elvis Meets Nixon) (Fernsehfilm)
- 1997: Sterben und erben (Critical Care)
- 1999: Power Play (Fernsehserie, Episode 1x09)
- 1999: The Passion of Ayn Rand (Fernsehfilm)
- 1999: Mission Erde – Sie sind unter uns (Earth: Final Conflict) (Fernsehserie, Episode 2x16)
- 1999: Mythic Warriors: Guardians of the Legend (Fernsehserie, Episode 2x07)
- 2001: The Associates (Fernsehserie, Episode 1x05)
- 2001: The Big Heist (Fernsehfilm)
- 2001: Soul Food (Fernsehserie, Episode 2x04)
- 2001: Blue Murder (Fernsehserie, Episode 1x09)
- 2002: Street Time (Fernsehserie, Episode 1x09)
- 2003: Veritas: The Quest (Fernsehserie, Episode 1x08)
- 2003–2005: Radio Free Roscoe (Fernsehserie, 16 Episoden)
- 2004: This Is Wonderland (Fernsehserie, Episode 1x09)
- 2004: Doc (Fernsehserie, Episode 4x21)
- 2005: The West Wing – Im Zentrum der Macht (The West Wing) (Fernsehserie, Episode 6x15)
- 2005: Kevin Hill (Fernsehserie, Episode 1x17)
- 2006–2007: Rumours (Fernsehserie, 3 Episoden)
- 2007: They Come Back (Fernsehfilm)
- 2007: 'Til Death Do Us Part (Fernsehserie, Episode 1x07)
- 2007–2008: The Dresden Files (Fernsehserie, 2 Episoden)
- 2008: Victor (Fernsehfilm)
- 2008: M.V.P. (Fernsehserie, Episode 1x02)
- 2009: Murdoch Mysteries (Fernsehserie, Episode 2x12)
- 2009: Amelia
- 2010: Warehouse 13 (Fernsehserie, Episode 2x07)
- 2010: Nikita (Fernsehserie, 2 Episoden)
- 2011: Flashpoint – Das Spezialkommando (Flashpoint) (Fernsehserie, Episode 3x07)
- 2011: Suits (Fernsehserie, Episode 1x03)
- 2011: Covert Affairs (Fernsehserie, Episode 2x08)
- 2013: The Listener – Hellhörig (The Listener) (Fernsehserie, Episode 4x06)

### Synchronsprecher (Auswahl)
- 1999–2000: Avengers (Zeichentrickserie, 5 Episoden)